# Willem Kok (classicus)
Willem Kok (Stiens, 1903 – Leeuwarden, 1969), bijgenaamd 'Lytse Willem' ('Kleine Willem'), was tot 1950 leraar Grieks aan het Gereformeerd Gymnasium in Leeuwarden en van 1950 tot 1965 zakelijk directeur van de Fryske Akademy (1950–1965). Kok was ook voorzitter van de Provinciale Onderwijsraad van Friesland.
Na een studie klassieke talen aan de Vrije Universiteit van Amsterdam en promotie aldaar in 1934 werd hij leraar in Kampen en Leeuwarden. Sinds 1956 was hij zakelijk directeur van de Fryske Akademy.

## Werk
- 1934 – Tertullianus: De Cultu Feminarum (proefschrift)
- 1937 – Tacitus Germania: Fryske oersetting mei ynlieding en oantekeningen (Friese vertaling van De origine et situ Germanorum van Tacitus)
- 1946 – Koarstekoeke
- 1949 – Nuvere kostgongers: Koarte foardrachten
- 1952 – Onderscheiden - ongescheiden: Achtergronden en oorzaken van de Friese kwestie

- Digitale Bibliotheek voor de Nederlandse Letteren: kok_010
- International Standard Name Identifier: 0000 0004 1891 2200
- Nederlandse Thesaurus van Auteursnamen: 07160684X
- Virtual International Authority File: 305308228
- WorldCat: E39PBJjRTDHP4m4T6pCbGDBdcP